# La Estrella
La Estrella é um município da Espanha na província de Toledo, comunidade autónoma de Castilla-La Mancha, de área 77 km² com população de 340 habitantes (2007) e densidade populacional de 4,74 hab/km².

## Demografia
| Variação demográfica do município entre 1991 e 2004 | Variação demográfica do município entre 1991 e 2004 | Variação demográfica do município entre 1991 e 2004 | Variação demográfica do município entre 1991 e 2004 |
| --------------------------------------------------- | --------------------------------------------------- | --------------------------------------------------- | --------------------------------------------------- |
| 1991                                                | 1996                                                | 2001                                                | 2004                                                |
| 499                                                 | 457                                                 | 399                                                 | 366                                                 |